# Тібо Мін

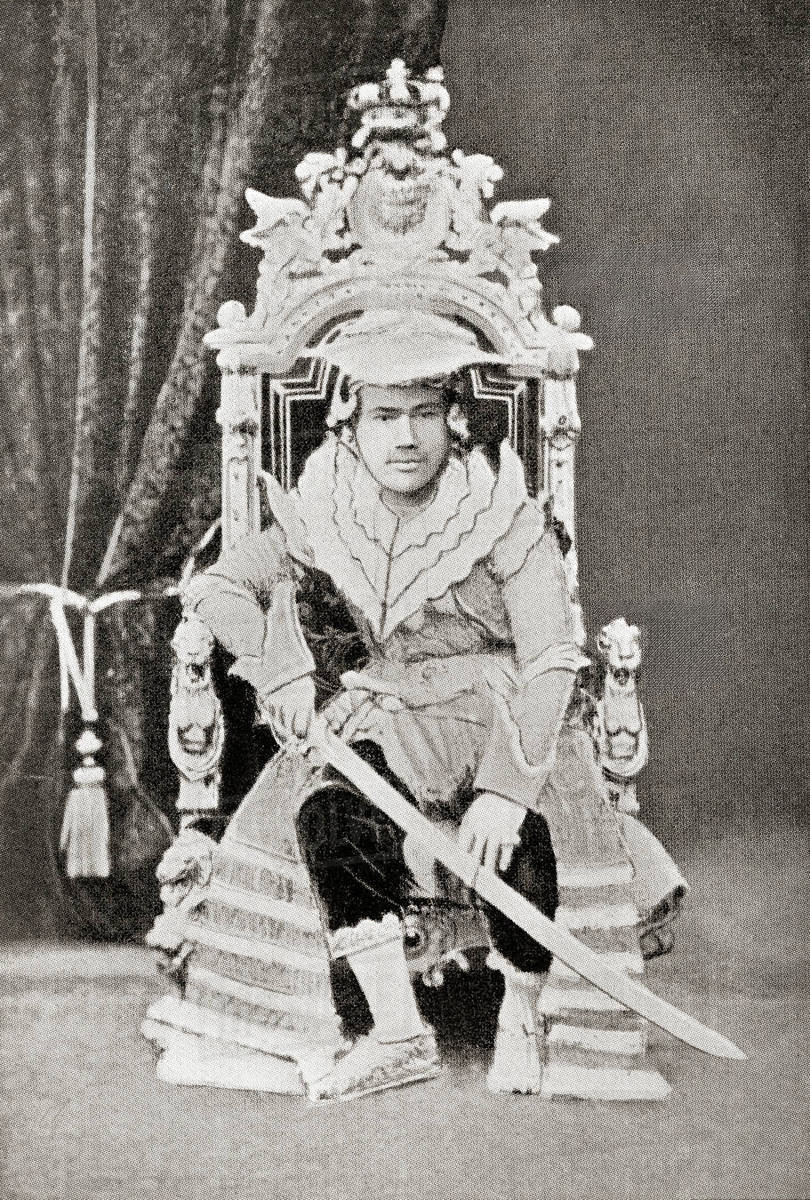
Король Тібо в 1880

Тібо Мін або Тібо, іноді Тхібав (бірм. သီပော္‌မင္‌း, англ. Thibaw; 1 січня, 1859, Мандалай, Бірманське царство — 19 грудня, 1916, Ратнагірі, Британська Індія) — останній бірманський король династії Конбаун. При ньому столиця Мандалай була зайнята англійськими військами в 1885, і остання держава, що залишилася від Бірми була анексована Британською імперією в 1886.
Тібо народився в Мандалаї, пройшов навчання в буддійському монастирі. Його батько, король Міндон зробив його принцом північного штату Тібо, в 1878 він став королем з допомогою вдови свого батька, яка змогла підступно вбити всіх претендентів на трон. Він одружився з двома своїми зведеними сестрами, молодша з яких Супаялат серйозно втручалася в державні справи. За її наполяганням, зійшовши на трон, щоб уникнути династичної боротьби та інтриг він винищив усю свою рідню, яка потенційно могла претендувати на владу. Для цього він наказав стратити 80 своїх найближчих родичів, принців і принцес, помістивши їх у вельветові мішки і задушивши або затоптавши слонами.
Він не приховував своїх намірів повернути ті території, які відняла Британія в результаті декількох англо-бірманських воєн. Для цього він намагався зблизитися з Францією.
Конфлікт з Англією почався ще за його батька, коли англійський представник увійшов у палац не знявши черевики. Коли він зайняв трон, відносини з Англією ще більш погіршилися; її посол був осміяний, і у вересні 1879 р. італійський консул прийняв під своє заступництво англійських підданих. У столиці залишився французький єпископ для Бірми — Бурбон. Положення зробилося дуже натягнутим, Бірма стягнула до англійського кордону війська; англійська влада посилила прикордонні гарнізони, але до сутички не дійшло.
Згодом Бірма марно шукала зближення з Британською Індією. Лише в 1882 р. Англія погодилася прийняти посольство в Індії. Місяцями тяглися переговори про укладення дружнього і торгового договору, але зрештою вони перервалися, бо король вперто наполягав, щоб торгівля найвигіднішими продуктами була визнана королівською монополією, і не погоджувався на заборону ввезення в Бірму зброї.
Після припинення переговорів Бірма потрапила в абсолютно ізольоване положення, король опинився у владі своїх придворних, в руках яких державне господарство експлуатувалося на користь приватних інтересів декількох сімейств. Страти з метою вимагання стали звичайним явищем і відбувалися інші зловживання.
Відповідно до традиційних анімістичних уявлень бірманців, при заснуванні Мандали під воротами і кутовими вежами стіни палацового комплексу, а також безпосередньо під троном були замуровані 52 людини як жертви духам-натам (як правило, в якості «будівельних жертв» використовувалися злочинці, засуджені до смертної кари). В основі кутових веж були поміщені також чотири глечики з маслом, які раз у 7 років повинні були перевірятися астрологами. На третю перевірку, в 1880 році, з'ясувалося, що масло в двох глечиках висохло. Крім того, з'явилося чимало інших недобрих ознак. Астрологи порадили королю Тібо перенести столицю. Король категорично відмовився. Тоді було прийнято рішення умилостивити натів принесенням великої кількості ритуальних жертв, загальним числом 600 осіб — 100 чоловіків і 100 жінок, 100 хлопчиків, 100 дівчаток, 100 солдатів і 100 іноземців. Королівський указ було оголошено публічно, почалися арешти, і в Мандалаї настала загальна паніка. Жителі втекли з міста, а іноземні держави, і в першу чергу Велика Британія, під приводом захисту своїх підданих стали недвозначно загрожувати інтервенцією. У відповідь на англійський ультиматум арешти припинилися, але 100 заарештованих все ж були таємно замуровані живцем.
Намагаючись уникнути остаточної колонізації своєї країни Великою Б(англ.)ританією (до того часу вже встигла розв'язати дві англо-бірманські війни, в ході яких вона анексувала усю Нижню Бірму), король Тібо підписав договір з Францією про будівництво залізниці з Лаосу в Мандалай і організації спільного військового флоту на Іраваді. Проте всі дипломатичні зусилля Тібо, включаючи виряджання декількох посольств до Європи та запізнілу спробу зіграти на політичних суперечностях між Лондоном і Парижем (зберігши, подібно сусідньому Сіаму (нині Таїланд), хоча б формальний суверенітет), виявилися марним.
На півночі країни почалося повстання шанів. Проти повсталих відправили загін з 5000 солдатів, але повстання розросталося, і Китай, який мав у Бамо дипломатичного агента, зайняв в 1884 р. Бамо.
Скарги британських купців і особливо Бірмано-Бомбейської торгової компанії все росли, утиски від бірманської влади зі вступом на престол Тібо не припинялися; нарешті в 1885 індобританський уряд заборонив під страхом війни приведення у виконання деяких розпоряджень короля. Але цю вимогу, як очікували, було відхилено бірманським урядом, внаслідок чого індійський уряд негайно відкрив вже здавна підготовану військову кампанію.
Під командою ген.-лейтенанта Прендергаста зібралося біля Рангуна 11000 осіб, що склали розділений на три бригади корпус. Війська повинні були під прикриттям флотилії сера Фрідеріка Річарда вирушити на річкових ботах вгору по Іраваді до околиць столиці Мандали, що і вдалося без особливих труднощів.
16 листопада відбувся незначний бій для усунення річкової загати; 17-го, після нетривалої сутички, флотилія заволоділа укріпленнями біля Мінли, експедиційний корпус рушив вперед по Іраваді і зайняв без опору Мінгіаре. Тоді король Тібо, переконавшись у марності продовження боротьби, здався 1 грудня і був відправлений через Рангун в Індію.
Столиця Мандалай була зайнята британськими військами, і генерал Прендергаст вступив 4 грудня в управління королівством, яке маніфестом віцекороля Індії було оголошено (1 січня 1886 р.) складовою частиною Британської імперії.
Резиденція генерал-губернатора Бірми була перенесена в Янгон. Короля Тібо і королеву Супаялат відправили в заслання вглиб Індії, де вони прожили до кінця життя.